# Сант'Андреа Апостоло дело Йонио
Сант'Андрѐа Апо̀столо дело Йо̀нио (на италиански: Sant'Andrea Apostolo dello Ionio) е село и община в Южна Италия, провинция Катандзаро, регион Калабрия. Разположено е на 330 m надморска височина. Населението на общината е 2033 души (към 2012 г.).